# Église du Saint-Esprit des Gondoles
L'église du Saint-Esprit des Gondoles est une église catholique paroissiale de Choisy-le-Roi, en banlieue parisienne dans le Val-de-Marne,. Elle est située dans le quartier des Gondoles, d'où son nom local.

## Description
Les vitraux, réalisés par Jacques Avoinet, sont de style contemporain.

## Historique
Cette église paroissiale fut construite en 1908 pour desservir le nouveau quartier des Gondoles.
En 1929, l'architecte en chef des monuments historiques Jean-Marie Trouvelot construisit un nouveau transept. Un nouveau chœur lui fut adjoint en 1958.